# Jackie Bestall
Jackie Bestall, właśc. John Gilbert Bestall (ur. 24 czerwca 1900 w Sheffield, zm. 11 kwietnia 1985 w Doncaster) – angielski piłkarz występujący na pozycji napastnika oraz trener.
W barwach Grimsby Town rozegrał 242 spotkania i zdobył 32 bramki w Division One. Zadebiutował w tych rozgrywkach 31 sierpnia 1929 w wygranym 3:2 meczu z Sheffield United, w którym strzelił dwa gole.
W reprezentacji Anglii wystąpił jeden raz, 6 lutego 1935 wygranym 2:1 meczu British Home Championship przeciwko Irlandii.